# Mnioes jucundus
Mnioes jucundus är en stekelart som först beskrevs av Cresson 1874.  Mnioes jucundus ingår i släktet Mnioes och familjen brokparasitsteklar. Inga underarter finns listade i Catalogue of Life.